# Compiègne (Schiff)
Die Compiègne war ein 1924 in Dienst gestelltes Passagierschiff der französischen Reederei Messageries Maritimes. Sie stand insgesamt dreißig Jahre lang vorwiegend im Linienverkehr von Marseille nach Französisch-Indochina, ehe sie 1954 ausgemustert und im selben Jahr in La Seyne-sur-Mer abgewrackt wurde.

## Geschichte
Die Compiègne wurde ursprünglich als Jamaique für die Reederei Chargeurs Réunis in der Werft von Chantiers & Ateliers de la Loire S.A. in Saint-Nazaire auf Kiel gelegt, ging aber noch während der Bauphase an die Messageries Maritimes über und lief am 18. November 1922 vom Stapel. Am 15. März 1924 nahm sie den Liniendienst von Marseille nach Französisch-Indochina auf. Sie hatte zwei Schwesterschiffe: Die 1951 abgewrackte Chantilly und die bereits 1926 durch ein Feuer zerstörte Fontainebleau.
Ab 1932 lief die Compiègne neben der Route nach Französisch-Indochina auch Häfen im Indischen Ozean an. Zu den weiteren Sonderfahrten des Schiffes zählten eine Reise nach Saigon 1924 sowie eine Reise nach Palermo anlässlich der Hochzeit von Henri d’Orléans 1931.
Nach Ausbruch des Zweiten Weltkriegs blieb die Compiègne zunächst weiter im Dienst. Am 3. November 1941 wurde sie jedoch während einer Reise nach Madagaskar und Französisch-Indochina von der britischen Admiralität beschlagnahmt. Ein geplanter Einsatz als Truppentransporter erfolgte nicht, da das Schiff als zu langsam angesehen wurde. Es diente daher fortan als stationäres Kasernenschiff für Marinekadetten auf der Themse und entging so einem aktiven Kriegseinsatz.
Nach Kriegsende und der Rückkehr in den Passagierdienst lief die Compiègne im Juli 1946 vor Fécamp auf eine alte Mine und musste auf Grund gesetzt werden, um ein Sinken des Schiffes zu verhindern. Die anschließenden Reparaturarbeiten in Dunkerque wurden für eine komplette Modernisierung genutzt. So erhielt die Compiègne neben einer Überholung der Passagiereinrichtungen auch eine neue Maschinenanlage. Erst am 15. Mai 1948 nahm das Schiff wieder den Dienst nach Französisch-Indochina auf.
Kurz vor ihrem Dienstende beförderte die Compiègne im Juli 1953 871 muslime Pilger nach Mekka und kehrte im September 1953 nach Marseille zurück. Wenige Monate später wurde das dreißig Jahre alte Schiff ausgemustert und im April 1954 zum Abbruch nach La Seyne-sur-Mer gebracht.